# The Ark EP
The Ark EP, även känd som Racing with the Rabbits, är en EP av den svenska rockgruppen The Ark, som släpptes 13 maj 1996.

## Låtförteckning
| Nr | Titel                     | Låtskrivare                       | Producent(er)        | Längd |
| -- | ------------------------- | --------------------------------- | -------------------- | ----- |
| 1  | "Racing With the Rabbits" | Text: O. Svensson, Musik: The Ark | Stefan Bergh         | 5:05  |
| 2  | "I Laid It Down"          | Text: O. Svensson, Musik: The Ark | Joakim Täck, The Ark | 4:24  |
| 3  | "Cracked Messiah"         | Text: O. Svensson, Musik: The Ark | Stefan Bergh         | 4:21  |
| 4  | "Od Slatrom Ekil"         | Text: O. Svensson, Musik: The Ark | Joakim Täck, The Ark | 9:46  |